# Panares
Panares (en grec antic Πανάρης) fou un cap cretenc del segle i aC, dirigent de la resistència nacional contra l'ocupació romana, juntament amb Lastenes.
Derrotades les forces de la resistència cretenca a la rodalia de Cidònia, Panares, refugiat darrere les muralles de la ciutat, es va haver de rendir a Quint Cecili Metel Crètic, però va posar la condició que la seva vida seria respectada, segons diuen Diodor de Sicília i Appià.